# Allylgruppe

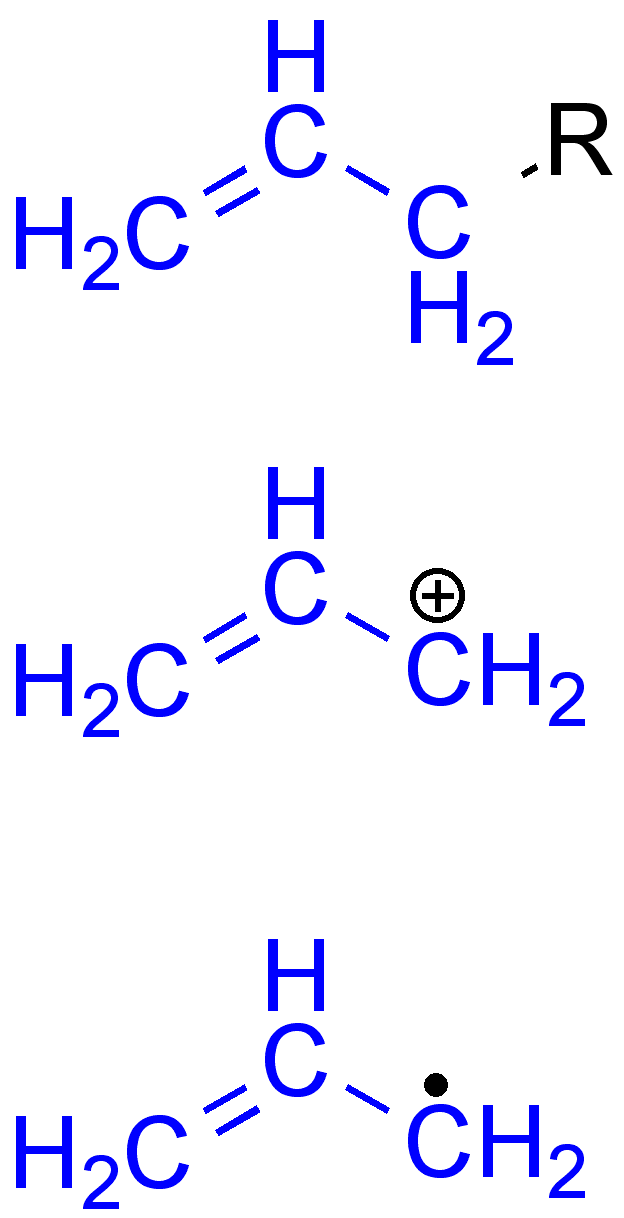
Allylverbindung (oben): R = Organyl-Rest, Halogen, Hydroxy-Rest etc.
Allyl-Kation (Mitte) und Allyl-Radikal (unten). Der Allyl-Rest ist blau markiert.

Allicin enthält zwei Allylgruppen

Als Allylgruppe wird in der organischen Chemie ein ungesättigter Kohlenwasserstoffrest bezeichnet, der die Formel H2C=CH–CH2– hat, also eine 2-Propenyl-Gruppe darstellt. Es handelt sich dabei formal um eine Vinylgruppe H2C=CH–, an die eine Methylengruppe –CH2– angehängt ist. Allyl-Kationen und -Radikale sind mesomeriestabilisiert und deshalb deutlich stabiler als das entsprechende tert-Butyl-Kation bzw. -Radikal. Zum Beispiel hat Allylalkohol die Formel H2C=CH–CH2–OH.
Die Bezeichnung Allyl wurde 1844 von Theodor Wertheim geprägt und leitet sich ab von Allium, lateinisch für Knoblauch, in dem sich eine Reihe von Allylverbindungen wie z. B. Allicin finden.

## Eigenschaften und Verwendung
Die Allylgruppe ist durch die leichte Abstrahierbarkeit eines der allylständigen, d. h. am sp3-hybridisierten, der Doppelbindung benachbarten Kohlenstoffatom gebundenen, Wasserstoffatome oder Protonen eine reaktionsfreudige funktionelle Gruppe in organischen Molekülen. Sind dort außerdem zwei unterschiedliche weitere Substituenten gebunden, so kann die aufgrund der 1,3-Allylspannung auftretende eindeutige Orientierung der Gruppen zueinander in der stereoselektiven Synthese ausgenutzt werden.

## Allylverbindungen
Es existieren zahlreiche natürliche und synthetische organische Verbindungen, die eine oder mehrere Allylgruppen enthalten. Technisch wichtige Allylverbindungen sind der Allylalkohol, das Allylchlorid sowie das Allylamin (mit Diallyl- und Triallylamin). Daneben existieren Allylverbindungen, die meist intermediär bei chemischen Reaktionen auftreten. Dazu zählen Allylkationen, -anionen sowie -radikale. Diese sind aufgrund der auftretenden Mesomerie sehr gut stabilisiert.

### Allyl-Kation
Das Allyl-Kation stellt eine positiv geladene Allylgruppe dar. Es lassen sich folgende zwei gleichwertige mesomere Grenzstrukturen (Resonanzformeln) formulieren:
Die positive Ladung ist dabei über das gesamte Molekül verteilt, also delokalisiert.

### Allyl-Anion
Im Gegensatz zum Allylkation, stellt das Allyl-Anion eine negativ geladene Allylgruppe dar. Wiederum lassen sich hierbei zwei  mesomere Grenzstrukturen zeichnen:
Das freie Elektronenpaar ist dabei nicht an den endständigen Kohlenstoffatomen lokalisiert, sondern mesomer über das gesamte Molekül delokalisiert.